# Santuario de la naturaleza Islote Lobería e Iglesia de Piedra
El Santuario de la Naturaleza Islote Lobería e Iglesia de Piedra es un recinto de conservación natural ubicado en la comuna chilena de Cobquecura, Región de Ñuble. Está compuesto por los islotes Iglesia de Piedra y Lobería, además de un área protegida de cinco kilómetros de largo y quinientos metros de ancho, del cual actualmente existe un proyecto que busca la ampliación del área de protección.
El área es administrada por el Comité de Gestión del Santuario, cual está compuesto por miembros de otras instituciones como Servicio Nacional de Pesca, Armada de Chile, Carabineros de Chile, Ministerio de Bienes Nacionales, Municipalidad de Cobquecura, Codeff y la Universidad de Concepción.

## Historia
Antiguamente en la zona, la caza de lobos marinos y variadas especies por parte de empresas pesqueras, era algo común en el área, pero no estaba bien visto por la comunidad. Estas empresas accedían a los roqueríos con cables de acero, convirtiendo al espacio que hoy ocupa el santuario, en escenario de grandes matanzas.
El decreto que crea el santuario natural, fue ideado en consideración a una Conferencia mundial de Biodiversidad, organizado en Río de Janeiro, Brasil, así como también en el interés de la propia comunidad de la comuna. El día 1 de septiembre de 1992, se establece a través del Decreto Supremo n° 544, que el área es considerada Santuario de la Naturaleza, con el objetivo de preservar la existencia de los lobos marinos, aunque también a su vez, incluya de manera indirecta a otras especies que coexisten en el sitio, como el jote, gallinazo o gaviota dominicana.

### Controversias
En 2009, la empresa Celulosa Arauco y Constitución (Celco) instaló una planta de celulosa en la cuenca del río Itata. La presencia de la industria causó controversia, ya que se ha temido afecte a los lobos marinos del islote, tal como pasó en el Santuario de la Naturaleza Carlos Anwandter con los cisnes de cuello negro (Cygnus melancoryphus).
En abril de 2019, el alcalde de Cobquecura, Julio Fuentes, denunció ante Sernapesca la presencia de embarcaciones en el santuario, situación que no puede ocurrir dado que la ley chilena prohíbe la pesca en esta área. Aunque Sernapesca se hizo presente, la presencia de las embarcaciones había dirigido su rumbo a Buchupureo, sin embargo, eso no impidió para que existiera evidencia fotográfica de la presencia de estos barcos.

## Flora, Fauna y Geografía

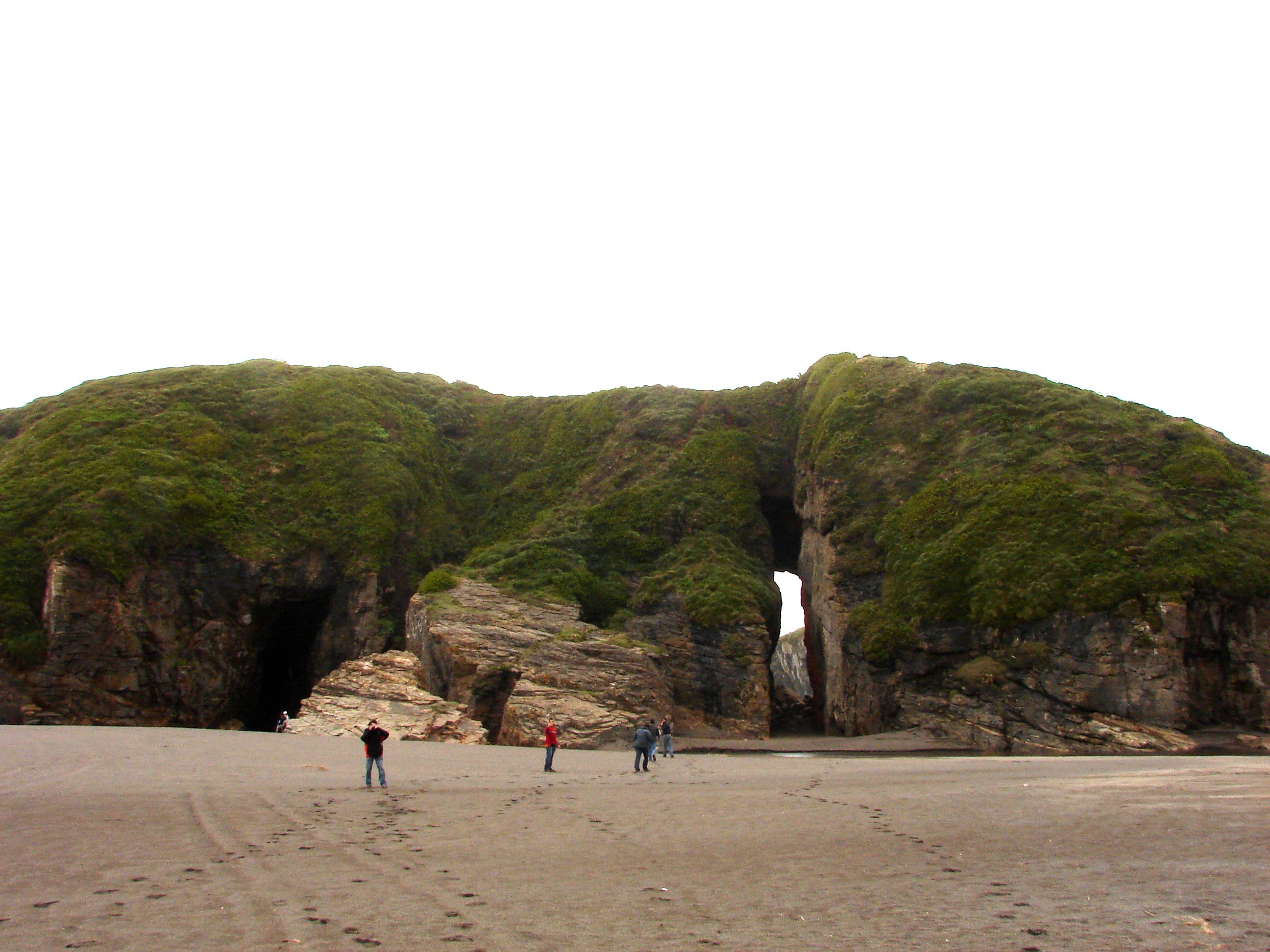
Iglesia de Piedra

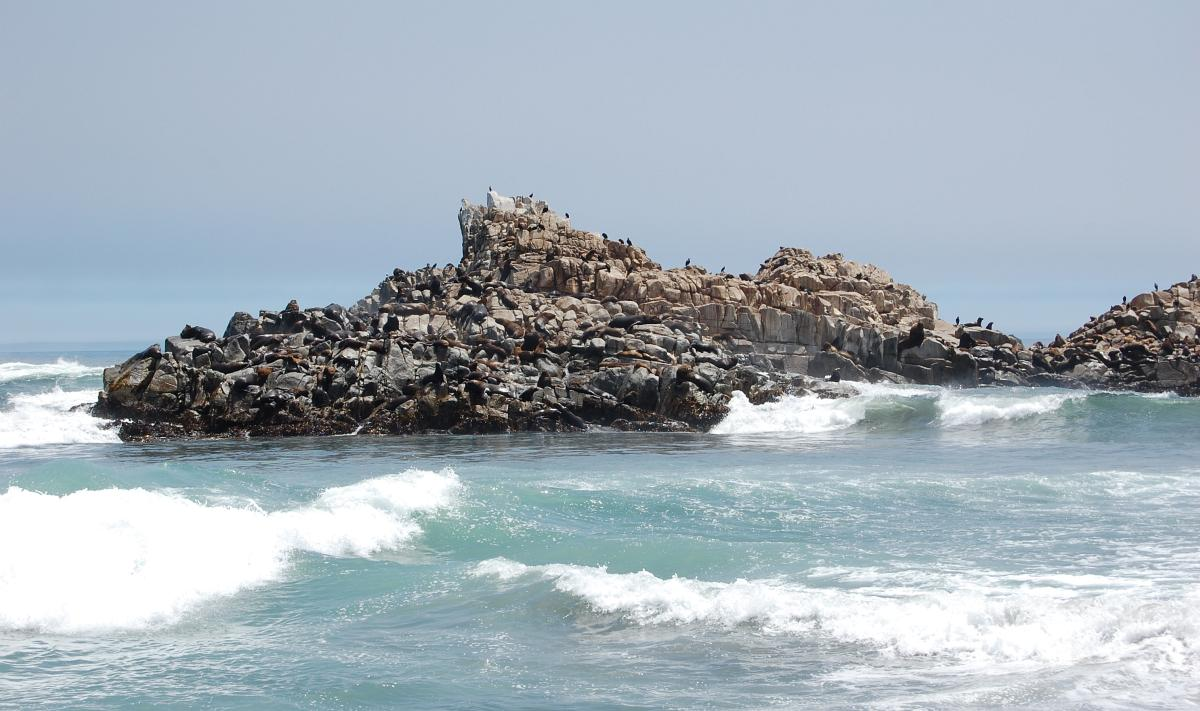
Islote Lobería

Se ubica en el borde costero de Cobquecura  y en el área marítima frente a sus costas, el área protegida comprende desde los tres islotes que conforman la lobería por el sur hasta el promontorio rocoso  denominado la iglesia de piedra que se encuentra en el extremo norte de la playa, estos islotes de la zona fueron creados de manera natural, por la erosión hace 320 millones de años aproximadamente. La iglesia de piedra es una enorme caverna con laberintos en su interior formada con roca metamórfica y esculpida por la acción erosiva del mar en su parte externa alberga hermosa flora que en primavera presenta una gran variedad de colores por la presencia del azulillo, capachito, flor de viuda, añañuca, suspiro de mar, botón de oro, pimpinela azul y chagual entre otros.
La conservación del hábitat reproductivo del lobo marino de un pelo Otaria flavescens, los islotes generan un hábitat para los lobos de carácter reproductivo y de descanso todo el año. Los lobos marinos machos conforman aquí su harem en su época reproductiva para luego aparearse; Las hembras dan a luz a sus cachorros en la temporada de verano constituyendo los roqueríos en un espacio de socialización y aprendizaje. Las fuentes alimenticias del lobo marino corresponden a la fauna ictica pero su dieta consiste principalmente jurel y merluza común, sin embargo las actividades industriales han afectado a la población de estas especies diezmando su número.
Aunque la existencia del santuario se haya establecido en 1992, eso no ha impedido de que la población de lobos marinos haya disminuido en las últimas décadas. En 1982 fueron contabilizados alrededor de 15.000 lobos, mientras que en 2008, fueron contabilizados 2.700, y en 2011, la cantidad de la especie, descendió a 1.659 individuos. Las organizaciones ambientalistas Ecoceanos y el Comité Nacional Pro Defensa de la Flora y Fauna han denunciado la matanza de lobos marinos en el área, como también advierten sobre la comercialización de productos derivados de estas especies, como aceites y ungüentos.